# Rubem David Azulay
Rubem David Azulay (Belém do Pará, 9 de junho de 1917 — Rio de Janeiro, 11 de agosto de 2013) foi um médico dermatologista brasileiro.
Foi chefe honorário do Instituto de Dermatologia da Santa Casa da Misericórdia do Rio de Janeiro, professor emérito da Universidade Federal do Rio de Janeiro (UFRJ) e da Universidade Federal Fluminense (UFF), professor titular da Universidade Gama Filho e da Escola de Medicina da Fundação Técnico-Educacional Souza Marques (FTESM), membro titular da Academia Nacional de Medicina, tendo sido presidente no biênio 1993/1995, membro honorário da American Association of Dermatology, da Deutsche Dermatoligische Gesellschaft, da Société Française de Dermatologie et de Syphiligraphie e da British Society of Dermatology. 

## Biografia
Nascido em Belém do Pará em 1917, Azulay pertencia a uma humilde família de imigrantes marroquinos de religião judaica, mas que sabia o valor da educação para emergir dessa condição. Estudante exemplar, estudou sozinho para o vestibular de medicina da Faculdade de Medicina e Cirurgia do Pará, na qual destacou-se como um dos melhores alunos, mesmo sem recursos para bancar o curso.
Sempre interessado pela pesquisa, e por doenças tropicais, pouco estudadas na época, o médico fez o curso do Instituto Oswaldo Cruz, no Rio de Janeiro. Começaram, então, suas grandes contribuições para a Dermatologia.  Seus estudos sobre as doenças tropicais, como a hanseníase, leishmaniose e micoses são referência até hoje. Autor de mais de 700 trabalhos, teve boa parte deles publicada fora do Brasil. O professor Azulay tem livros publicados: “Traços de minha vida”, “Contribuições dos Judeus na Medicina” , “Dermatologia” que é considerada a "Bíblia" dos Dermatologistas e "De Moisés a Sabin" que fala da importância de médicos judeus ao longo da História.
Em 1970,  ingressou na Academia Nacional de Medicina, na cadeira 48, como primeiro secretário e chegou à presidência em 1995.
Além disso, foi presidente da SBD no ano em que a sociedade completou 50 anos. Ele quem instituiu as reuniões dermatológicas em outros estados – antes elas só ocorriam no Rio de Janeiro. Foi ainda editor-chefe dos Anais Brasileiros de Dermatologia, por duas vezes, introduzindo diversas inovações. Continuou um colaborador ativo da Sociedade nos anos seguintes ao fim do seu mandato.
Rubem David Azulay deixa uma mensagem aos jovens médicos, também publicada na revista Médico Repórter: “Ser médico é dar de si uma grande parte. Para ser um bom médico tem de amar a profissão, tem de dar ao paciente o máximo de si. E uma coisa muito importante: em medicina, para um bom resultado terapêutico, nada melhor do que saber desenvolver uma boa relação médico – paciente. A conversa é tão boa quanto qualquer bom remédio”. 
Foi sepultado no Cemitério Comunal Israelita do Rio de Janeiro, na cidade do Rio de Janeiro.